# Bistones

Tribus tracias hacia el 431 a. C.

Los bistones eran una tribu tracia que habitaban la franja costera delimitada por los ríos Travo y Nesto (el actual río Mesta).
De ahí el nombre del lago Bistónide (o Bistonis). Este lago era en realidad una albufera de unos 15 km de largo por 3 de ancho que tenía salida al mar. En él vertían sus aguas los ríos Cómpsato (que actualmente no desemboca en el lago Bistónide) y el Travo, que debía llamarse en realidad, Trauso, por el nombre del pueblo tracio que habitaba su valle.
Se conocen acuñaciones de monedas datadas entre el 500 a. C. y 480 a. C., de un rey de Bisaltia llamado Moses.
Diomedes, rey mítico de los tracios bistones, tenía por costumbre hacer devorar por sus yeguas a los extranjeros que llegaban a su país.
Uno de los trabajos de Heracles consistió en poner fin a esa práctica y conducir a Micenas los animales. Heracles partió con un contingente de voluntarios y se hizo con las yeguas, pero en la playa fue atacado por los bistones. Entonces, Heracles confió los animales a su amigo Abdero, que fue arrastrado y muerto por las yeguas. Entretanto Heracles venció a los bistones, mató a Diomedes y fundó una ciudad en la costa a la que dio el nombre de Abdera en recuerdo de su amigo.
Muy cerca de Abdera estaba la ciudad de Dicea, al norte de la cual se halla el lago Bistónide.